# Buitrago del Lozoya
Buitrago del Lozoya là một đô thị trong Cộng đồng Madrid, Tây Ban Nha. Đô thị này có diện tích 27 km², dân số theo điều tra năm 2010 của Viện thống kê quốc gia Tây Ban Nha là 2068 người. Đô thị này nằm ở khu vực có độ cao 975 mét trên mực nước biển.